# 군주 별명 목록
다음은 전 세계 군주들의 별명 목록이다.
- 가나다 순으로 작성
- 원어는 관련 국가의 것으로만 표기함

## 가
- 가시공 : 왈라키아 블라드 3세(루마니아어: Ţepeş)
- 갈라진 수염 : 덴마크 스벤 1세(고대 노르드어: Tjúguskegg, 덴마크어: Tveskæg)
- 강용왕(剛勇王) : 프랑스 필리프 3세(프랑스어: Hardi)
- 건설자 : 조지아 다비트 4세(조지아어: აღმაშენებელი)
- 결지왕(缺地王) : 영국 존(영어: Lackland, 프랑스어: sanz Terre), 실지왕(失地王)이라고도 함
- 경건왕(敬虔王)
  - 프랑크 왕국 루도비코스 1세(프랑스어: Pieux, 독일어: Fromme, 이탈리아어: Pio)
  - 영국 에드워드 6세(영어: Pious)
  - 프랑스 로베르 2세(프랑스어: Pieux)
  - 포르투갈 주앙 3세(포르투갈어: Piedoso)
  - 스페인 펠리페 3세(스페인어: Piadoso, 포르투갈어: Piedoso)
- 광인왕
  - 스페인 카를로스 2세(스페인어: Hechizado), 일반적으로 광인왕이라 번역하지만, “(마법에 걸려)넋이 나갔다”는 것이 더 정확한 해석이다.
  - 프랑스 샤를 6세(프랑스어: Fol 또는 Fou)
  - 스페인 후아나 1세(스페인어: Loca)
- 글로리아나 : 영국 엘리자베스 1세(영어: Gloriana)
- 금발 : 오스만 제국 셀림 2세(튀르키예어: Sarı, 오스만 튀르크어: ثانى)
- 긴다리왕 : 영국 에드워드 1세(영어: Longshanks), 꺽다리왕, 다리 긴 왕이라고도 함
- 꼽추왕 : 프랑크 왕국 피피누스(라틴어: Gibbus, 독일어: Bucklige, 프랑스어: Bossu, 이탈리아어: Gobbo)

## 나
- 냉혈한 : 오스만 제국 셀림 1세(튀르키예어: Yavuz)
- 니카토르(Σέλευκος Α΄ Νικάτωρ) : 승리자, 다수의 헬레니즘 시대 군주들의 별명
  - 셀레우코스 왕조 셀레우코스 1세
  - 셀레우코스 왕조 데메트리오스 2세

## 다
- 단신왕
  - 폴란드 브와디스와프 1세(폴란드어: Łokietek), 직역은 “팔꿈치 만한 키(Elbow-high)”라는 의미
- 데바남피야 : 신의 사랑을 받는 자, 인도 문화권 일부 군주의 별명
  - 인도 마우리아 제국 아소카, 일명 데바남피야 피야다시라는 별명으로 불린다.
  - 인도 마우리아 제국 다사라타
  - 스리랑카 아누라다푸라 왕국 티사
- 대머리왕 : 프랑크 왕국 카롤루스 2세(프랑스어: Chauve, 독일어: Kahle)
- 대선제후 : 프로이센 프리드리히 빌헬름 1세(독일어: Große Kurfürst)
- 대왕 또는 대제
  - 아카드 왕국 사르곤 대왕
  - 이집트 람세스 대왕
  - 페르시아 아케메네스 왕조 키루스 대제(페르시아어: کبیر)
  - 페르시아 아케메네스 왕조 다리우스 대제(페르시아어: کبیر)
  - 페르시아 아케메네스 왕조 크세르크세스 대제(페르시아어: کبیر)
  - 페르시아 사산 왕조 샤푸르 대제(페르시아어: بزرگ)
  - 마케도니아 왕국 알렉산드로스 대왕(그리스어: Μέγας)
  - 셀레우코스 제국 안티오코스 대왕(그리스어: Μέγας)
  - 카르타고 한노 대왕
  - 폰투스 미트리다테스 대왕(그리스어: Μέγας)
  - 로마 제국 콘스탄티누스 대제(라틴어: Magnus)
  - 로마 제국 발렌티니아누스 대제(라틴어: Magnus)
  - 로마 제국 테오도시우스 대제(라틴어: Magnus)
  - 비잔티움 제국 유스티니아누스 대제(그리스어: Μέγας)
  - 유대 헤로데 대왕(그리스어: Μέγας)
  - 프랑크 왕국 클로타르 대왕(그리스어: Μέγας)
  - 프랑크 왕국 카롤루스 대제(라틴어: Magnus, 독일어: Große, 프랑스어: Charlemagne, 이탈리아어: Magno)
  - 프랑스 앙리 대왕(프랑스어: Grand)
  - 영국 앨프레드 대왕(프랑스어: Great)
  - 신성로마제국 오토 대제(독일어: Große)
  - 프로이센 프리드리히 대왕(독일어: Große)
  - 덴마크 크누드 대왕(덴마크어: Store, 영어: Great, 노르웨이어: mektige, 스웨덴어: Store)
  - 덴마크 발데마르 대왕(덴마크어: Store)
  - 스웨덴 구스타브스 아돌프스 대왕(스웨덴어: Store)
  - 폴란드 카지미에시 대왕(폴란드어: Wielki)
  - 불가리아 시메온 대제(불가리아어: Велики)
  - 러시아 이반 대제(러시아어: Великий)
  - 러시아 표트르 대제(러시아어: Великий)
  - 러시아 예카테리나 대제(러시아어: Великая)
  - 조지아 타마르 대왕, 여왕이지만 강력한 권력과 권위로 왕이라 호칭된다.
  - 아라곤 페드로 대왕(카탈루냐어: Gran, 아라곤어: Gran)
  - 이란 사파비 왕조 아바스 대제(페르시아어: کبیر)
  - 인도 마우리아 제국 아소카 대제
  - 인도 쿠샨 제국 카니슈카 대제
  - 인도 무굴 제국 악바르 대제(페르시아어: کبیر), 이름인 악바르 자체가 위대하다는 의미의 아랍어이다.
  - 타이 아유타야 왕조 다레수안 대왕(태국어: มหาราช)
  - 타이 수코타이 왕조 랑캄행 대왕(태국어: มหาราช)
  - 타이 톤부리 왕조 딱신 대왕(태국어: มหาราช)
  - 타이 라마 대왕(태국어: มหาราช)
  - 하와이 카메하메하 대왕
- 독일왕 또는 독일인 : 프랑크 왕국 루도비쿠스 2세(독일어: Deutsche, 라틴어: Germanicus), 일반적으로 독일 역사상 첫 군주로 인정된다.
- 드라큘라(용의 아들) : 왈라키아 블라드 3세(루마니아어: Drăculea), 아버지의 별명인 드라쿨(용)을 이용한 부칭.
- 똥싸개 : 비잔티움 제국 콘스탄티누스 5세(그리스어: Κοπρώνυμος)
- 뚱보왕
  - 프랑크 왕국 카를로스 3세(프랑스어: Gros, 독일어: Dicke)
  - 프랑스 루이 6세(프랑스어: Gros)
- 뛰어난 학자 : 영국 헨리 1세(프랑스어: Beauclerc)

## 라
- 로드브로크(털 반바지) : 바이킹 라그나르 로드브로크(고대 노르드어: Loðbrók)

## 마
- 마지막 왕 : 프랑스 루이 16세(프랑스어: Dernier)
- 망치 : 프랑크 왕국 카를 마르텔(라틴어: Martellus, 독일어: Martell, 프랑스어: Martel), 마르텔이 망치라는 의미
- 매사냥왕 : 독일 하인리히 1세(독일어: Vogler 또는 Finkler)
- 무위왕(無爲王) : 프랑스 루이 5세(프랑스어: Fainéant) 또는 게으른 왕
- 무적왕 : 데메트리오스 1세(그리스어: Ανίκητος)
- 미남왕
  - 비잔티움 제국 요한네스 2세(그리스어: Καλο)
  - 프랑스 필리프 4세(프랑스어: Bel)
  - 프랑스 샤를 4세(프랑스어: Bel)
  - 프랑스 앙주 백작 조프루아 플랜태저넷(프랑스어: Bel), 정확하게는 왕이 아니므로 미남자 또는 미남공(公)
  - 스페인 카스티야 왕국 펠리페 1세(스페인어: Hermoso)
  - 포르투갈 페르난두 1세(포르투갈어: Formoso), 미려왕이라고도 함
- 미발왕(美髮王) : 노르웨이 하랄 1세(노르웨이어: Hårfagre, 고대 노르드어: Hárfagri)

## 바
- 바다 건너서 온 왕 : 프랑크 왕국 루도비코스 4세(프랑스어: Outremer, 라틴어: Transmarinus)
- 바이에른인 : 신성 로마 제국 루트비히 4세(독일어: Bayer)
- 배교자 : 로마 제국 율리아누스(라틴어: ăpóstăta)
- 변덕왕 : 포르투갈 페르난두 1세(포르투갈어: Inconstante)
- 불가르인 학살자 : 비잔티움 제국 바실리우스 2세(그리스어: Βουλγαροκτόνος)
- 붉은 수염(바르바로사) : 신성 로마 제국 프리드리히 1세(독일어: Barbarossa), 번역한 별명보다 원어인 바르바로사로 더 잘 알려짐
- 비크라마디트야 : 굽타 제국 찬드라굽타 2세

## 사
- 사생아왕 : 영국 윌리엄 1세(영어: Bastard, 프랑스어: Bâtard)
- 사자심왕 : 영국 리처드 1세(영어: Lionheart, 프랑스어: Cœur de Lion)
- 사자왕
  - 프랑스 루이 8세(프랑스어: Lion)
  - 독일 작센 공작 하인리히 사자공(독일어: Löwe)
- 사형집행인 : 오스만 제국 메흐메트 1세(튀르키예어: Kirişçi)
- 상냥왕 : 프랑스 샤를 8세(프랑스어: l'Affable)
- 선량왕
  - 프랑스 장 2세(프랑스어: lBon)
  - 프랑스 앙리 4세(프랑스어: Bon Roi)
  - 포르투갈 주앙 1세(포르투갈어: Bom)
  - 시칠리아 왕국 굴리엘모 2세(이탈리아어: Buono)
- 성(聖) : 스웨덴 에리크 9세(스웨덴어: helige)
- 스코틀랜드의 파괴자 : 영국 에드워드 1세(영어: the Hammer of the Scots, 라틴어: Malleus Scotorum)
- 소테르(그리스어: Σωτήρ) : 구원자, 다수의 헬레니즘 시대 군주들의 별명
  - 프톨레마이오스 왕조 프톨레마이오스 1세
  - 셀레우코스 왕조 안티오코스 1세
  - 셀레우코스 왕조 셀레우코스 3세
  - 셀레우코스 왕조 데메트리오스 1세
- 신왕 또는 신과 같은 자 : 오스만 제국 무라트 1세(튀르키예어: Hüdavendigâr)
- 신의 사랑을 받는 자 : 러시아 블라디미르 대공 안드레이 1세(러시아어: Боголюбский)
- 실천왕 : 영국 에드먼드 1세(영어: Deed-doer)

## 아
- 아미트로가타(적의 학살자) : 인도 마우리아 제국 빈두사라
- 악마공 : 프랑스 노르망디 공작 로베르 1세(프랑스어: lDiable)
- 악인왕 : 나바라 카를로스 2세(스페인어: Malo, 프랑스어: Mauvais)
- 에우에르게테스(그리스어: Εὐεργέτης) : 선한 자, 다수의 헬레니즘 시대 군주들의 별명
  - 셀레우코스 왕조 안티오코스 7세
  - 프톨레마이오스 왕조 프톨레마이오스 3세
- 에우파토르(그리스어: Εὑπάτωρ) : 고귀한 아버지, 다수의 헬레니즘 시대 군주들의 별명
  - 셀레우코스 왕조 안티오코스 5세
  - 폰투스 미트리다테스 6세
- 에피파네스(그리스어: Ἐπιφανής) : 현신왕(現神王) 또는 찬란한 자, 다수의 헬레니즘 시대 군주들의 별명
  - 셀레우코스 왕조 안티오코스 4세
  - 셀레우코스 왕조 셀레우코스 6세
  - 셀레우코스 왕조 안티오코스 11세
  - 프톨레마이오스 왕조 프톨레마이오스 5세
- 열망왕
  - 스페인 페르난도 7세(스페인어: Deseado)
  - 포르투갈 세바스치앙 1세(포르투갈어: Desejado)
- 외교왕 : 포르투갈 카를루스 1세(포르투갈어: Diplomata)
- 용담공
  - 폴란드 볼레스와프 2세(폴란드어: Śmiały)
  - 프랑스 부르고뉴 공국 용담공 필리프(프랑스어: Hardi), 호담공으로도 번역
  - 프랑스 부르고뉴 공국 용담공 샤를(프랑스어: Téméraire), 호담공, 대담공 등으로도 번역
- 용맹공 : 프랑스 부르고뉴 공작 장 1세(프랑스어: sans Peur)
- 우리의 마지막 지도자 : 웨일스 리웰린 압 그리피드(웨일스어: Ein Llyw Olaf)
- 입법자 : 오스만 제국 쉴레이만 1세(튀르키예어: Kanuni, 오스만 튀르크어: قانونى)

## 자
- 자비왕 : 프랑크 왕국 루도비코스 1세(프랑스어: Débonnaire)
- 절름발이 : 티무르 제국 티무르(페르시아어: لنگ)
- 정복왕 또는 정복자
  - 스페인 아라곤 왕국 하이메 1세(스페인어: Conquistador)
  - 오스만 제국 메흐메트 2세(튀르키예어: Fatih, 오스만 튀르크어: الفاتح)
  - 영국 윌리엄 1세(영어: Conqueror, 프랑스어: Conquérant)
  - 덴마크 발데마르 2세(덴마크어: Sejr)
- 정의왕 : 프랑스 루이 13세(프랑스어: Juste)
- 존엄왕 : 프랑스 필리프 2세(프랑스어: Auguste)
- 주정뱅이
  - 비잔티움 제국 미카엘 3세(그리스어: Μέθυσος)
  - 오스만 제국 셀림 2세(튀르키예어: Sarhoş)
- 짧은 망토 : 영국 헨리 2세(영어: Curtmantle, 프랑스어: Court-manteau)

## 차
- 참회왕 : 영국 에드워드(영어: Confessor)

## 카
- 카라칼라 : 로마 제국 21대 황제 마르쿠스 아우렐리우스 안토니누스(라틴어: Caracalla), 본명보다 별명인 카라칼라로 더 유명, 갈리아식 의복에 달린 모자라는 뜻
- 칼라파테스(누수공) : 비잔티움 제국 미카엘 5세(그리스어: Καλαφάτης), 아버지가 배의 누수 방지 기술자여서 누수공이 별명임
- 칼리굴라 : 로마 제국 3대 황제 가이우스 카이사르 게르마니쿠스(라틴어: Caligula), 본명보다 별명인 칼리굴라로 더 유명, 작은 군화라는 뜻
- 칼리니코스(개선한 자, 그리스어: Καλλίνικος) : 셀레우코스 왕조 셀레우코스 2세

## 타
- 테오스(신, 그리스어: Θεός) : 셀레우코스 왕조 안티오코스 2세
- 테오스 필로파테르(아버지를 사랑한 신, 그리스어: Θεός Φιλοπάτωρ) : 프톨레마이오스 왕조 프톨레마이오스 13세
- 토끼발 : 영국 해럴드 1세(영어: Harefoot)

## 파
- 플랜태저넷 : 프랑스 앙주 백작 조프루아 플랜태저넷(프랑스어: Plantagenêt), 플랜태저넷 왕조 명칭의 기원으로 금작화 가지라는 뜻
- 피투성이
  - 영국 피의 메리(영어: Bloody)
  - 러시아 니콜라이 2세(러시아어: 'Кровавый)
- 필로파토르(그리스어: Ἐπιφανής) : 아버지(주인)을 좋아한 자, 다수의 헬레니즘 시대 군주들의 별명
  - 프톨레마이오스 왕조 프톨레마이오스 4세
  - 프톨레마이오스 왕조 클레오파트라 7세
  - 셀레우코스 왕조 셀레우코스 4세

## 하
- 하자르인 : 비잔티움 제국 레온 4세(그리스어: Χαζάρος)
- 해방자 : 브라질 페드루 1세(포르투갈어: Libertador)
- 행운왕 : 포르투갈 마누엘 1세(포르투갈어: Venturoso)
- 현왕(賢王) 또는 현명왕 : 스페인 알폰소 10세(스페인어: Sabio)

## 같이 보기
- 별명